# シティ・オブ・コーパスクリスティ (原子力潜水艦)
|          |                                           |
| 艦歴     |                                           |
| 発注     | 1973年10月31日                            |
| 起工     | 1979年9月4日                              |
| 進水     | 1981年4月25日                             |
| 就役     | 1983年1月8日                              |
| 退役     | 2016年5月30日                             |
| 除籍     | 2016年5月30日                             |
| その後   | 除籍                                      |
| 母港     | グアム                                    |
| 性能諸元 |                                           |
| 排水量   | 満載：6,144 トン、基準：5,770 トン        |
| 全長     | 110.3 m (362 ft)                          |
| 全幅     | 10 m (33 ft)                              |
| 喫水     | 9.7 m (32 ft)                             |
| 最大速   | 水上25 kt (46 km/h)、水中30+ kt (56 km/h) |
| 潜行深度 | 290 m (950 ft)                            |
| 機関     | S6G reactor 1基                           |
| 乗員     | 士官12名、兵員98名                        |
| モットー | For God and Country                       |
|          |                                           |

シティ・オブ・コーパスクリスティ(USS City Of Corpus Christi, SSN-705)は、アメリカ海軍のロサンゼルス級原子力潜水艦の18番艦。艦名はテキサス州コーパスクリスティに因んで命名された。コーパスクリスティに因んだ名を持つ艦としてはタコマ級フリゲート42番艦(PF-44)以来2隻目であるが、本艦は艦名に唯一「シティ・オブ」の接頭辞が付けられた艦である。これは「キリストの体」を意味する「コーパスクリスティ」が艦名には不適当だと考える抗議者を考慮したためである。

## 艦歴
シティ・オブ・コーパスクリスティの建造は1973年10月31日にコネチカット州グロトンのジェネラル・ダイナミクス・エレクトリック・ボート社に発注され、1979年9月4日に起工した。1981年4月25日にジョン・タワー上院議員（上院軍事委員長を務め、上院議員を引退した後はジョージ・H・W・ブッシュ政権で国防長官候補の1人となったことでも知られる）夫人のライラ夫人によって命名、進水し、1983年1月8日にW・G・「ジェリー」エリス艦長の指揮下就役する。
艦のパッチはコーパスクリスティ市議会によって主催されたコンテストへの応募作品の中から乗組員が選出した。2016年5月30日退役。